# Битка на Мези
Битка на Мези или Друга битка код Седана (фр. Percée de Sedan, 12–15. маја 1940) била је одлучујућа немачка победа у бици за Француску (1940) током Другог светског рата.

## Позадина
Након седмомесечног затишја познатог као лажни рат (16. октобра 1939. до 9. маја 1940), Немци су 10. маја 1940 упали у Холандију, Белгију и Луксембург. Пошто је сазнала за то, француска Врховна команда је 10. маја у 6 часова и 35 минута наредила да се приступи извршењу плана Дил-Бреда, тј. да француска 1. група армија са Британским експедиционим корпусом (главнина најбоље опремљених савезничких јединица) крене у сусрет немачким снагама и задржи их на белгијским утврђеним положајима источно од Брисела, док је на француско-белгијској граници код Седана као обезбеђење остао део француске 9. армије и лево крило 2. армије.
За то време, немачка група армија А (4, 12. и 16. армија) под командом генерала Рундштета продрла је преко Ардена (густо пошумљене области на тромеђи Француске, Белгије и Луксембурга), које је француска Врховна команда сматрала непрелазном за оклопне јединице, за три дана (10-12. маја) и 12. маја предњим деловима 15, 41. и 19. оклопног корпуса  избила на десну (источну) обалу реке Мезе од Динана до Седана.

## Француске снаге
Француска 2. армија (5 пешадијских дивизија, 2 лаке коњичке дивизије и 1 коњичка бригада, под командом генерала Шарла Енсижеа) имала је 12. маја на сектору Седана 55. пешадијску дивизију, а ноћу 12/13. маја стигла је и 71. пешадијска дивизија. Истога дана француска 9. армија (ген. Андре Корап, 6 пешадијских дивизија, 1 моторизована дивизија, 2 лаке коњичке дивизије и 1 коњичка бригада) налазила се са 102. тврђавском и 61. пешадијском дивизијом на ранијем, али недовољно утврђеном положају западно од Седана, а 22, 18. пешадијска дивизија и 5. моторизована дивизија делом у покрету, а делом су поседале положај, док су 4. и 53. пешадијска дивизија биле у покрету и у армијској резерви. Лаке коњичке дивизије (1. и 4) и коњичка бригада, које су се повукле из Ардена, прикупљале су се позади левог крила и центра армијског распореда. Тако, не само што на фронту француске 9. армије није било извршено потпуно поседање положаја нити организован ватрени систем, него су се на најважнијем месту, тј. на споју 2. и 9. армије у рејону Седана - налазиле и најслабије француске дивизије (55, 71. и 61), попуњене старијим годиштима резервиста и без формацијом предвиђених артиљеријских оруђа.

## Битка
Французи су се надали да ће Немцима за извиђање реке и организацију прелаза бити потребно више дана, и да ће за то време они моћи да изврше организацију одбране на левој обали Мезе. Међутим, Немци су, без обзира на велики замор јединица због дуготрајног марша кроз тешко проходне Ардене и огромну издуженост колона, чији последњи ешалони нису још били кренули из Немачке када су предњи делови стигли на Мезу - још у току ноћи 12/13. маја почели из покрета да форсирају Мезу.

### Немци освајају прелазе

#### Динан
Предњи делови немачке 7. оклопне дивизије из 15. оклопног корпуса, без артиљеријске припреме, пребацили су се гуменим чамцима на леву обалу Мезе код Уа (фр. Houx), а затим се инфилтрирали у пошумљени, слабо осматрани и брањени међупростор између француске 5. моторизоване дивизије и 18. пешадијске дивизије, и образовали мостобран. Други делови те дивизије, потпомогнути ватром из тенкова и оклопних кола, прешли су Мезу у 4 часа ујутро, и код Динана образовали мостобран, који су до мрака 13. маја повезали са мостобраном код Уа у један, ширине 10 и дубине 3 км. Уместо да су 13. маја сачекали долазак елемената другог таласа са јаком артиљеријом и да изврше детаљне припреме, које су до тада сматране неопходним за прелаз једне такве препреке као што је река Меза, Немци су одлучили да, уз снажну подршку авијације и нешто пристигле артиљерије, продуже одмах форсирање на неколико места и да прошире мостобран код Уа и Динана. Пешадијски делови 6. оклопне дивизије из 41. оклопног корпуса су тог дана око 15 часова после јаке артиљеријске припреме, почели прелазити Мезу код Монтермеа (фр. Monthermé), где су образовали мостобран ширине 5 и дубине 3 км.

#### Седан
Да не би губио време, немачки 19. оклопни корпус (1, 2. и 10. оклопна дивизија) је у рејону Седана, на фронту француске 55. и 71. пешадијске дивизије, форсирао Мезу у у борбеном распореду, на начин како је то било предвиђено у заповести за ратне игре у Кобленцу. Још од јутра авијација је почела да систематски бомбардује француске одбрамбене положаје са 12 ескадрила штука. Под заштитом авијације део артиљерије, који је успео да стигне, заузимао је положаје, а трупе са материјалом приближавале су се десној обали реке. Форсирање је почело у 16 часова. Сплавови и чамци су се отисли са десне обале, а Французи су на њих отворили јаку митраљеску (из бункера) и артиљеријску ватру. Криза за Немце није дуго трајала. Под заштитом авијације која је непрестано нападала циљеве на фронту, а и ватре тенкова и пав топова 88 мм, који су блиском и непосредном ватром рушили француске бункере, неутралисали ватрене изворе и димом заслепљивали осматраче, Немци су се искрцали на неколико места источно и западно од Седана и до краја дана образовали јак мостобран ширине и дубине око 10 км.

### Оклопне дивизије прелазе реку
Ноћу 13/14. маја Немци су изградили мостове на Мези и пребацили главнине оклопних дивизија у мостобране. Немачки 19. оклопни корпус је кренуо из мостобрана ка југу - источно од Арденског канала, и разбио француску 55. и 71. пешадијску дивизију. У току дана обезбедио је прелазе преко Арденског канала код Омикура (фр. Omicourt) и Малмија (фр. Malmy), продужио надирање западно од канала, стигао десним крилом у Флиз (фр. Flize) и омогућио немачким снагама  подилажење Шарлвилу с југа и подизање мостова код Доншерија, а затим се повезао с јединицама које су продирале од Монтермеа. Немачки 11. оклопни корпус (6. и 8. оклопна дивизија) је 14. маја проширио мостобран код Монтермеа и западно од Шарлвила, а 15. оклопни корпус (5. и 7. оклопна дивизија) је у свануће, уз подршку авијације, пошто је претходно уништио француску 18. пешадијску дивизију западно од Динана, продужио надирање ка Филипвилу (Philippeville), разбио француску 4. пешадијску дивизију и 1. лаку коњичку дивизију из резерве 9. армије.

### Повлачење Француза
На француској страни, појачања која су 14. маја добиле 9. армија (1. оклопна дивизија) и 2. армија (3. оклопна дивизија и 3. моторизована дивизија) нису употребљена за активно дејство, већ за одбрану код Филипвила, односно за затварање бреше код Седана, пошто су се Немци већ до подне били дубоко уклинили између француске 9. и 2. армије. Док је командант француске 9. армије употребио 53. пешадијску дивизију и 3. коњичку бригаду за затварање бреше западно од Арденског канала, командант 2. армије је после подне донео судбоносну одлуку да са масива Бланшампања (фр. Massif de Bois de Blanchampagne)  и суседних висова између Мезе и реке Шјер (Chiers) повуче своје снаге на реку Ену, уместо да је добијена појачања - 3. оклопну и 3. моторизовану дивизију - и она која су се тог дана приближавала с југа - укупно 5 пешадијских и 1 коњичку дивизију - употребио за удар у леви бок клина немачког 19. оклопног корпуса, ослањајући се на масив Бланшампања. Повлачење француске 2. армије отворило је Немцима пролаз не само преко Стенеа, долином Мезе, већ и на југозапад, у долину Ене. Тиме је, у ствари, разбијен француски стожер у области Седана и компромитован маневар француске 1. групе армија, јер су Немци, потпомогнути моторизованим и најближим пешадијским јединицама, наредног дана потпуно разбили француску 9. армију и лево крило 2. армије, и проширили брешу на ширину од 100 км и дубину од 45 км.

## Последице
Немачки пробој код Седана 15. маја 1940. био је одлучујућа победа, која је довела до продора немачке групе армија А до Ламанша (25. маја), одсецања најбољих савезничких дивизија у Белгији и коначне немачке победе у бици за Француску.